# Karbaminiany

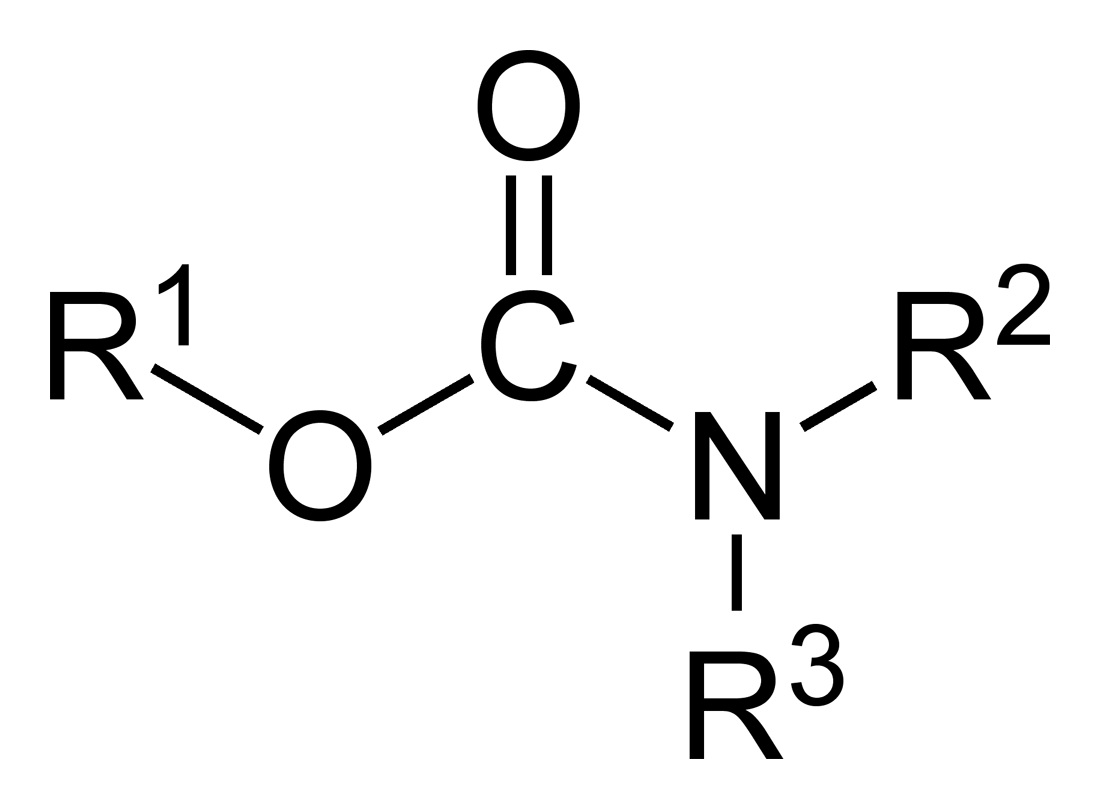
Struktura chemiczna karbaminianów

Karbaminiany – grupa organicznych związków chemicznych – soli i estrów kwasu karbaminowego (H2NCOOH) lub N-podstawionych kwasów karbaminowych (R2NCOOR′).
Przykładem soli może być karbaminian amonu powstający w reakcji amoniaku i dwutlenku węgla:
2NH3 + CO2 ⇌ H2NCOONH4
który w obecności wody rozpada się do wodorowęglanu amonu i amoniaku:
H2NCOONH4 + H2O ⇌ NH4HCO3 + NH3
Estry zwane są czasem uretanami, choć nazwę tę zazwyczaj stosuje się do estrów etylowych, m.in. karbaminianu etylu. Otrzymuje się je zwykle w przegrupowaniu Curtiusa, w którym powstający izocyjanian reaguje z alkoholem:
RNCO + R′OH → RNHCOOR′